# ستيفن هودج
ستيفن هودج (بالإنجليزية: Stephen Hodge) ولد بتاريخ 18 يوليو 1961، هو دراج أسترالي سابق. سبق أن شارك في دورة الألعاب الأولمبية الصيفية.

## روابط خارجية
- ستيفن هودج على موقع أرشيف الدراجات (الإنجليزية)
- ستيفن هودج على موقع إحصائيات الدراجات الإحترافية (الإنجليزية)
- ستيفن هودج على موقع CycleBase (الإنجليزية)
- ستيفن هودج على موقع أوليمبيديا (الإنجليزية)
- ستيفن هودج على موقع اللجنة الأولمبية الأسترالية (الإنجليزية)
- ستيفن هودج على موقع اتحاد ألعاب الكومنولث (مؤرشف) (الإنجليزية)